# Істміко-цервікальна недостатність
Істміко-цервікальна недостатність (лат. insufficientia isthmicocervicalis; анат. isthmus [uteri] «перешийок матки» + cervix [uteri] «шийка матки») — патологічний стан шийки матки під час вагітності, синдром нездатності шийки протистояти внутрішньоматковому тиску і утримувати зростаючий плід в порожнині матки. Провокує викидень на ранніх строках або передчасні пологи на терміні від 28 тижнів гестації. Недостатність шийки матки за описаної клінічної картини зустрічається у 4-10 % пацієнток вже при першій вагітності.

## ІЦН та невиношування вагітності
Механізм переривання вагітності при ІЦН полягає в тому, що у зв'язку з укороченням і розм'якшенням шийки матки, відкриттям внутрішнього зіву і цервікального каналу, плодове яйце не має фізіологічної опори в нижньому сегменті матки. При збільшенні внутрішньоматкового тиску (зростання маси плоду і кількості навколоплідних вод по мірі розвитку вагітності) на область функціонально недостатнього нижнього сегмента і внутрішнього зіву, відбувається випинання плодових оболонок в канал шийки матки, вони розкриваються, передчасно виливаються або інфікуються.
Розвиток ІЦН перебігає безсимптомно, жінка не відчуває будь-яких змін. Встановити факт ІЦН дозволяє вимірювання довжини шийки матки вагінальним УЗД датчиком та/або ручний огляд шийки матки (її довжини, консистенції, розкриття) на кріслі. Безпосередньо перед викиднем і передчасними пологами іноді може виникати відчуття легкого розпирання у вагіні, спричинюване плодовими оболонками, що пролабують через цервікальний канал. При цьому достатньо незначного підвищення внутрішньоматкового тиску (кашель, чхання, рухи плоду) і плодові оболонки розриваються; іноді стрімко і малоболісно відбувається викидень цілого плодового яйця. 

## Методи корекції

### Хірургічна корекція
Полягає у накладенні швів на шийку матки. Ефективна при виконанні в термінах до 16-18 тижнів вагітності. При оперативному втручанні в пізніші терміни ефективність достовірно знижується і зростає ризик ускладнень. При хірургічному методі корекції використовують наркоз, антибіотикотерапію і гормональні засоби для зняття зайвого тонусу матки, що має вплив на плід.
Серед ускладнень хірургічного методу лікування ІЦН: розрив шийки матки, травма плодового міхура, стимуляція пологової активності внаслідок неминучого викиду простагландинів при маніпуляції, сепсис, ендотоксичний шок, ускладнення при розродженні, стеноз шийки матки, прорізування швів, ускладнення анестезії.

### Нехірургічна корекція (розвантажуючі песарії)
Нехірургічна корекція ІЦН з використанням акушерських розвантажуючих песаріїв різних конструкцій використовується в ряді країн (Німеччина, Франція) більше 30 років, у країнах СНД (Росія, Білорусь, Україна) — понад 18 років. Переваги даного методу полягають в його атравматичності, високій ефективності (85 %), безпечності, відсутності впливу на плід, можливості застосовувати як амбулаторно, так і в умовах стаціонару у будь-який термін вагітності.